# Удостоверение личности гражданина Греции
Удостоверение личности гражданина Греции (греч. Δελτίο αστυνομικής ταυτότητας, "выданное полицией удостоверение личности"), используется также сокращённое название греч. ταυτότητα) — документ, удостоверяющий личность гражданина Греции, проживающего на её территории. Выдаётся для использования на территории страны и за её пределами в соответствии с международными соглашениями.
Органом, выдающим этот документ, является греческая полиция; наличие этого документа является обязательным для всех граждан Греции в возрасте 12 лет и старше. Граждане всегда должны иметь при себе документ, удостоверяющий личность (а именно, национальное удостоверение личности, паспорт или водительские права) и предъявлять его по запросу; невыполнение этого требования может привести к установлению личности гражданина в ближайшем полицейском участке. Паспорт считается равноценным удостоверению личности при удостоверении личности.
Греческое удостоверение личности является действительным международным проездным документом в Европе (кроме Беларуси, Молдовы, России, Украины и Великобритании), во французских заморских территориях, Грузии и Турции, а также в Монтсеррате (на 14 дней транзитом в третью страну). Кроме того, оно также используется для идентификации личности граждан на местных выборах и выборах в ЕС.
Военнослужащие, а также сотрудники полиции, пожарной охраны, береговой охраны и разведывательных служб имеют специальные удостоверения личности, действительные до выхода на пенсию или завершения службы. Этот документ выдается вместо стандартного удостоверения личности, выдаваемого полицией, а также может использоваться в качестве проездного документа.

## История
Обязанность граждан Греции получать удостоверения личности впервые была введена в 1945 году, после освобождения Греции от оккупации. Первые удостоверения личности представляли собой картонные книжки, подделка которых не составляла особого труда. В 1947 году, в разгар гражданской войны, началась работа по их усовершенствованию. В 1952 году было принято решение включить в формат удостоверения личности отпечаток большого пальца, а в 1958 году — использовать особое защитное ламинирование. 20 июня 1959 года было принято постановление, утвердившее формат, с незначительными изменениями действовавший вплоть до сентября 2023 года, когда вместо ламинированных удостоверений личности стали выпускать пластиковые.

## Технические характеристики

### Удостоверение образца 2023 года
Удостоверение личности нового образца сделано из поликарбонатного материала размером 85,6 ± 0,75 мм на 54,0 ± 0,75 мм (формат ID1, аналогичный кредитной карте), что соответствует международным стандартам ИКАО и законодательным требованиям страны в соответствии с Регламентом ЕС № 2019/1157.
Срок действия удостоверения личности — 10 лет.

### Удостоверение образца 1959 года

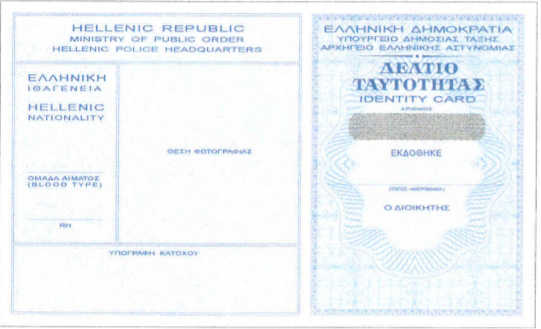
Лицевая сторона образца 1959 года

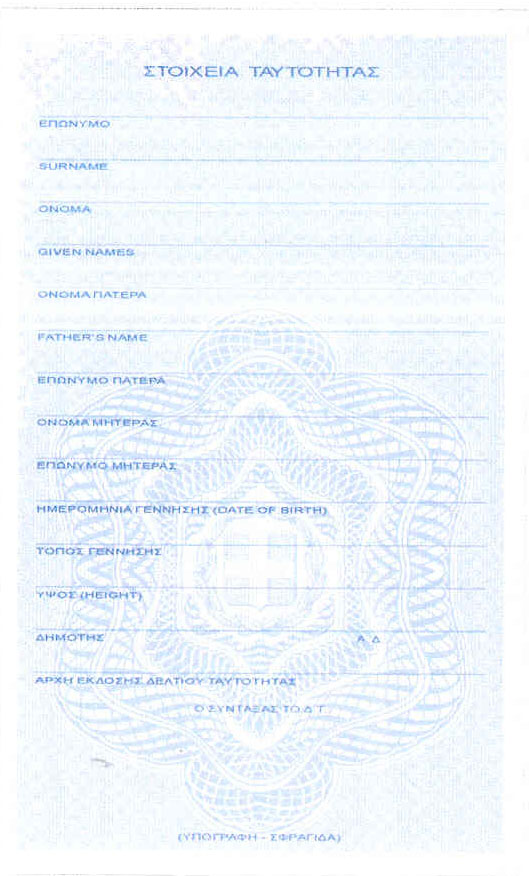
Оборотная сторона образца 1959 года

Удостоверение личности образца 1959 года сделано из ламинированной бумаги размером 11 на 6,5 см (4,3 на 2,6 дюйма). В качестве средства предотвращения подделки бумага, на которой он напечатан, имеет водяной знак, защитную нить и флуоресцентные элементы надпечатки, но в остальном не имеет защитных элементов (например, микрочипов, голограмм), которые можно найти в удостоверениях личности других стран.
С 2000 года имя владельца также печаталось латинскими буквами. Более старые удостоверения личности, написанные только греческими буквами, оставались действительными и имели равную ценность после 2000 года, при условии, что с момента выдачи прошло менее 20 лет.
Срок действия удостоверения личности — 15 лет (но не позднее 3 августа 2026).

### Удостоверение образца 1945 года
Фото удостоверения личности 1945 года
Удостоверение личности образца 1945 года сделано из картона и выглядит как небольшая книжка, содержащая внутри фотографию, данные и подпись владельца.